# Aldis Gobzems
Aldis Gobzems (ur. 10 października 1978 w Kuldydze) – łotewski prawnik i polityk, poseł na Sejm XIII kadencji.

## Życiorys
W 2002 ukończył studia prawnicze na Uniwersytecie Łotwy, w 2003 na tej samej uczelni uzyskał magisterium. Podjął praktykę w zawodzie adwokata, był też likwidatorem podmiotów gospodarczych. Zyskał jako prawnik pewną rozpoznawalność dzięki swojemu udziałowi w procesach cywilnych dotyczących katastrofy budowlanej w Rydze z 2013. Zaangażował się także w działalność polityczną. W kampanii wyborczej w 2018 został przedstawiony jako kandydat ugrupowania KPV LV na urząd premiera. W wyborach w tym samym roku z listy tej formacji uzyskał mandat posła na Sejm XIII kadencji. Podjął po nich nieudaną próbę stworzenia nowego rządu. W 2021 został jednym z założycieli partii początkowo działającej pod nazwą Prawo i Porządek. Ugrupowanie to nie przekroczyło w październiku 2022 wyborczego progu, Aldis Gobzems w tym samym miesiąc zrezygnował z działalności w tej formacji.
Wycofawszy się z działalności publicznej, zamieszkał w Hiszpanii.